# Denise Mantoux
Pour les articles homonymes, voir Mantoux.
Denise Mantoux (Dorine dans la Résistance), née le 4 décembre 1912 au Cannet (Alpes-Maritimes) et décédée le 7 avril 1986 à Édimbourg (Écosse, Royaume-Uni), est une résistante juive française, qui en 1945, est chargée par le Général de Gaulle avec Sabine Zlatin et Marcelle Bidault (la sœur de Georges Bidault) d'assurer l'accueil en 1945 des déportés à l'Hôtel Lutetia de Paris.

## Biographie

### Famille
Denise Fanny Mantoux naît le 4 décembre 1912 au Cannet (Alpes-Maritimes). Elle est la fille de Denis Charles Mantoux, docteur en médecine, et de Dorothéa Emma Hertz.
Elle est décoratrice et habite à Paris.

### La Résistance
Elle entre dans la Résistance en 1942, sous le pseudonyme de Dorine.
Elle organise le service social d’aide aux familles de résistants arrêtés, fusillés, déportés, fondé par Berty Albrecht, auquel travaillent une cinquantaine d’assistantes sociales des départements de la zone sud sous la direction de Marcelle Bidault.
Denise Mantoux aide Berty Albrecht dans la collecte, le storage et la livraison d'aliments.

### L'Hôtel Lutetia (1945)

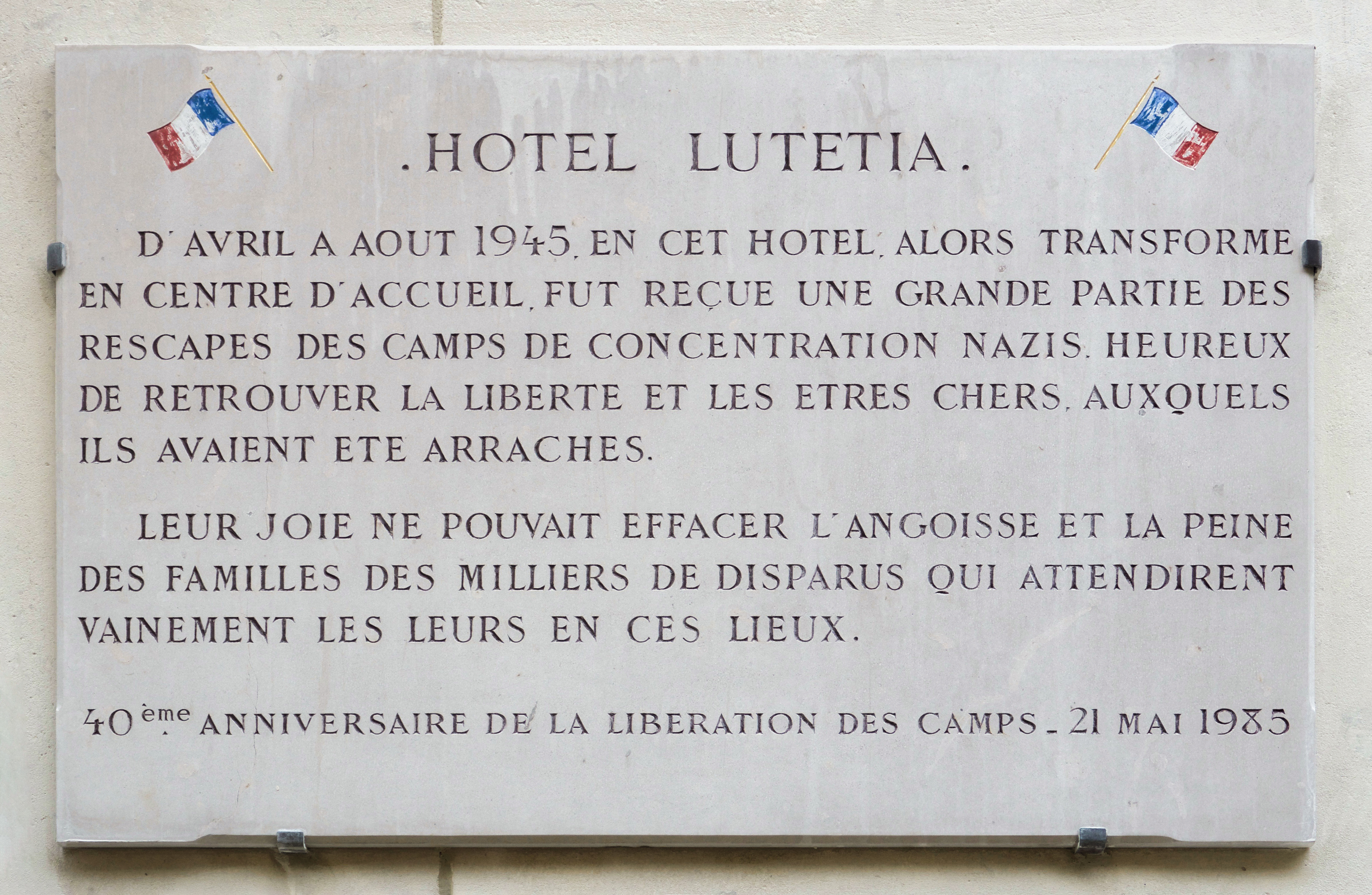
Plaque hôtel Lutetia.

Lorsque le Général de Gaulle décide de réquisitionner l'Hôtel Lutetia en 1945 pour l'accueil des déportés, le centre est dirigé par trois femmes : Marcelle Bidault dite Elizabeth ou Agnès Bidault,, résistante, et sœur de Georges Bidault, Denise Mantoux, du service social du Mouvement de Libération Nationale et Sabine Zlatin, fondatrice de la colonie des enfants d'Izieu pendant la Seconde Guerre mondiale,,,,.

## Vie privée
Elle se marie avec Gerald Farley Sinclair Shaw le 24 décembre 1949 au Cannet.

## Distinctions
- Chevalier de la Légion d'honneur (9 décembre 1957)
- Médaille de la Résistance française (décret du 3 août 1946)[14]